# Isothecium beyrichii
Isothecium beyrichii là một loài rêu trong họ Brachytheciaceae. Loài này được Schwägr. Mont. mô tả khoa học đầu tiên năm 1842.